# Wereldkampioenschap voetbal 2010 groep H
De wedstrijden in Groep H van het Wereldkampioenschap voetbal 2010 werden gespeeld van 16 juni 2010 tot en met 25 juni 2010. De groep bestond uit Spanje, Zwitserland, Honduras en Chili.
In de FIFA-wereldranglijst van voor het WK 2010 stond Spanje op de 2e plaats, Chili op de 18e plaats, Zwitserland op de 24e plaats en Honduras op de 38e plaats.
De winnaar van groep H, Spanje, speelde tegen de nummer 2 van Groep G, Portugal. De nummer 2 van groep H, Chili, speelde tegen de winnaar van groep G, Brazilië.

## Eindstand
| Land        | Win | Gel | Ver | DV | DT | +/- | Pnt |
| ----------- | --- | --- | --- | -- | -- | --- | --- |
| Spanje      | 2   | 0   | 1   | 4  | 2  | 2   | 6   |
| Chili       | 2   | 0   | 1   | 3  | 2  | 1   | 6   |
| Zwitserland | 1   | 1   | 1   | 1  | 1  | 0   | 4   |
| Honduras    | 0   | 1   | 2   | 0  | 3  | -3  | 1   |

|                    |          |                  |                |                                                                                             |
| 16 juni 2010 13:30 | Honduras | 0 – 1            | Chili          | Mbombela Stadion, Nelspruit Toeschouwers: 32.664 Scheidsrechter: Eddy Maillet ( Seychellen) |
| 16 juni 2010 13:30 |          | Wedstrijdverslag | 33' Beausejour | Mbombela Stadion, Nelspruit Toeschouwers: 32.664 Scheidsrechter: Eddy Maillet ( Seychellen) |

|                    |        |                  |               |                                                                                            |
| 16 juni 2010 16:00 | Spanje | 0 – 1            | Zwitserland   | Moses Mabhida Stadium, Durban Toeschouwers: 62.453 Scheidsrechter: Howard Webb ( Engeland) |
| 16 juni 2010 16:00 |        | Wedstrijdverslag | 53' Fernandes | Moses Mabhida Stadium, Durban Toeschouwers: 62.453 Scheidsrechter: Howard Webb ( Engeland) |

|                    |              |                  |             | |
| 21 juni 2010 16:00 | Chili        | 1 – 0            | Zwitserland | Nelson Mandelabaai Stadion, Port Elizabeth Toeschouwers: 34.872 Scheidsrechter: Khalil Al Ghamdi ( Saoedi-Arabië) |
| 21 juni 2010 16:00 | González 75' | Wedstrijdverslag |             | Nelson Mandelabaai Stadion, Port Elizabeth Toeschouwers: 34.872 Scheidsrechter: Khalil Al Ghamdi ( Saoedi-Arabië) |

|                    |                |                  |          |                                                                                        |
| 21 juni 2010 20:30 | Spanje         | 2 – 0            | Honduras | Ellispark, Johannesburg Toeschouwers: 54.386 Scheidsrechter: Yuichi Nishimura ( Japan) |
| 21 juni 2010 20:30 | Villa 17', 51' | Wedstrijdverslag |          | Ellispark, Johannesburg Toeschouwers: 54.386 Scheidsrechter: Yuichi Nishimura ( Japan) |

|                    |                  |       |          |                                                                                                  |
| 25 juni 2010 20:30 | Zwitserland      | 0 – 0 | Honduras | Vrystaatstadion, Bloemfontein Toeschouwers: 28.042 Scheidsrechter: Héctor Baldassi ( Argentinië) |
| 25 juni 2010 20:30 | Wedstrijdverslag |       |          | Vrystaatstadion, Bloemfontein Toeschouwers: 28.042 Scheidsrechter: Héctor Baldassi ( Argentinië) |

|                    |            |                  |                       |                                                                                                  |
| 25 juni 2010 20:30 | Chili      | 1 – 2            | Spanje                | Loftus Versfeld Stadion, Pretoria Toeschouwers: 41.958 Scheidsrechter: Marco Rodríguez ( Mexico) |
| 25 juni 2010 20:30 | Millar 47' | Wedstrijdverslag | 24' Villa 37' Iniesta | Loftus Versfeld Stadion, Pretoria Toeschouwers: 41.958 Scheidsrechter: Marco Rodríguez ( Mexico) |